# نهر البارد

نهر البارد هو من أنهار لبنان. ينبع من عيون السمك ويصب في البحر الأبيض المتوسط. مُقام عليه سد لتوليد الكهرباء بعرض 75م وطول 500م . يتغذى نهر البارد من 3 ينابيع أساسية على جبل المكمل، ويلتقي في منطقة تسمّى حرار أو وادي جهنم، ويصب عند منطقة العبدة جنوب مخيم نهر البارد للاجئين الفلسطينيين .